# Рядовка зелена
Рядовка зелена, зеленяк, зеленушка, зеленка, зельонка (Tricholoma flavovirens (Pers. ex Fr.) Lundell; Tricholoma equestre (L. ex Fr.) Kumm.)

## Назва
Місцеві назви — голубінка зеленувата, зелінка, зеленавка, зеленушка, зельонка, зелениця. Гриб з родини трихоломових — Tricholomataceae.

## Будова
Шапинка 4—10 см у діаметрі, товста, щільном'ясиста, плоско- або трохи увігнуто-розпростерта, коричнувато- чи оливкувато-зеленувата, сірувато-зеленувата, до краю світліша, у центрі притиснуто-дрібнолуската, зрідка гола. Пластинки густі, сірчано- або лимонно-жовті. Спорова маса біла. Спори 6—8×3,5—5 мкм, гладенькі. Ніжка 4—7×1—2 см, щільна, сірчано-жовта, вгорі світліша, гола. М'якуш білий, згодом трохи жовтуватий, компактний, з приємним смаком і запахом свіжого борошна.

## Поширення та середовище існування
В Україні поширений на Поліссі та в Лісостепу. Росте у хвойних лісах, на піщаних ґрунтах. Плодові тіла напівзаглиблені в піщаний ґрунт, дозрівають у вересні — листопаді.

## Значення
Добрий їстівний гриб. Використовують свіжим, про запас засолюють, маринують.
Рядовку зелену можна сплутати з отруйним грибом — рядовкою сірчано-жовтою, яка має менший розмір і жовтий м'якуш із дуже неприємним запахом.